# La Vespa
La Vespa es una dena del municipio de Morella (Los Puertos, Comunidad Valenciana, España). El Mas de la Reineta hace las funciones de capital y el centro religioso es la ermita de San Antonio de La Vespa. En 2009 contaba con 33 habitantes, dispersos en las diferentes masías.
Situada al este del término municipal, entre las alturas de la Venta del aire y el río Calders, con una altitud media de 800 m s. n. m. Sus límites son: al norte, la dena Primera del Río y la dena Segunda del Río; al sur, la dena del Llivis; al este, la dena de Coll y Moll; al oeste los términos de Cinctorres y de Forcall.
En la dena de la Vespa se han encontrado restos arqueológicos como por ejemplo un grupo de petroglifos, materiales líticos como puntas de flecha de sílex entre otros o de animales prehistòricos.
Ocupa una superficie de 2670 ha abarcando una veintena de masías dispersas, y unos pocos más abandonados:

## Masías
| - Mas de la Reineta (capital) - Mas de Boix de Baix - Mas de Boix de Dalt - Maset de Boix - Mas de Candeales - Mas de Carceller - Mas de Català - Mas Cremat - Mas de la Xemeneia Alta - Mas del Frare | - Mas de Fra Eixameno - Mas de Macià Querol - Mas de Mestre - Mas de les Moreres - Mas de Palau - Mas de la Parreta - Mas de Pereu - Mas de Peteix - Mas de Pitarch - Mas de Querol del riu | - Mas de la Roqueta - Mas de Sabater - Mas del Salzeral - Mas de Sant Antoni - Mas de Serra en Blasco - Mas de Solanet - Mas de Taboll - Mas de Torre Marsà - Molí de Vicent |